# پل اندرسن (بازیکن فوتبال، زاده ۱۹۳۰)
پل اندرسن (دانمارکی: Poul Andersen; ۲ ژانویهٔ ۱۹۳۰ – ۳۰ دسامبر ۱۹۹۵) بازیکن فوتبال اهل دانمارک بود.
وی در مسابقات کشوری و بین‌المللی در مجموع برندهٔ ۱ مدال نقره شده‌است.